# Karl von Bärensprung
Karl Sigmund Emil von Bärensprung (* 8. August 1811 in Frankfurt (Oder); † 16. Februar 1879 in Klein Döbbern) war Jurist, Rittergutsbesitzer und Mitglied des deutschen Reichstags.

## Herkunft
Bärensprung, frühere Schreibweise Barensprung, mindestens bis 1917, stammt aus einer jüngeren briefadeligen Familie. Sein Großvater, der Oberlandesforstmeister Johann George (1741–1803), wurde 1790 in Berlin in den preußischen Adelsstand erhoben. Sein Vater und Namenspatron Karl diente als königlich-preußischer Geheimer Regierungsrat, seine Mutter hieß Karoline von Hermensdorff (1779–1869). Sein Onkel Friedrich von Baerensprung war von 1832 bis 1834 Oberbürgermeister von Berlin.

## Leben
Karl selbst machte Karriere als Staatsanwalt und Rittergutsbesitzer auf Klein Döbbern bei Drebkau. Die Besitzung im Landkreis Cottbus mit dem Status eines kreistagsfähigen Rittergutes hatte einen Umfang von 536,21 ha, dazu gehörte eine Ziegelei.
Von 1870 und 1873 war er Mitglied des Preußischen Abgeordnetenhauses für den Wahlkreis Regierungsbezirk Frankfurt an der Oder 8 (Cottbus – Spremberg – Kalau). Von 1877 bis zu seinem Tode war er Mitglied des Deutschen Reichstages für die Konservative Partei und den Wahlkreis Frankfurt a. d. Oder 9 (Cottbus – Spremberg).

## Familie
Bärensprung heiratete 1854 Blanka Gräfin von Seherr-Thoß (1818–1909). Das Paar hatte drei Söhne, die sämtlich und sehr erfolgreich die Offizierslaufbahn einschlugen. Der älteste Sohn Ernst (1855–1910) wurde Rittmeister und erbte mit seinen Nachfahren das Gut. Sohn Felix (* 2. Oktober 1857; † 5. Juli 1939) wurde Generalleutnant und Kommandeur einer Kavallerie-Brigade, blieb unvermählt. Der jüngste Sohn Karl war als Jugendlicher auf der Brandenburger Ritterakademie und als aktiver Offizier Oberst. Er war ebenfalls nicht liiert und lebte zeitweise auf dem kleinen Gut Klingemühle nahe Weichensdorf bei Lübben, welches in bürgerlicher Hand war. Als Generalmajor a. D. lebte er in Berlin. Der Enkel Ernst Günther von Bärensprung (* 1884) wurde ebenfalls Offizier.